# Nannocyrtopogon sequoia
Nannocyrtopogon sequoia là một loài ruồi trong họ Asilidae. Nannocyrtopogon sequoia được Wilcox & Martin miêu tả năm 1957. Loài này phân bố ở vùng Tân Bắc giới.